# Liste der Baudenkmäler in Ziertheim
Auf dieser Seite sind die Baudenkmäler in der schwäbischen Gemeinde Ziertheim zusammengestellt. Diese Tabelle ist eine Teilliste der Liste der Baudenkmäler in Bayern. Grundlage ist die Bayerische Denkmalliste, die auf Basis des Bayerischen Denkmalschutzgesetzes vom 1. Oktober 1973 erstmals erstellt wurde und seither durch das Bayerische Landesamt für Denkmalpflege geführt wird. Die folgenden Angaben ersetzen nicht die rechtsverbindliche Auskunft der Denkmalschutzbehörde.

## Baudenkmäler nach Ortsteilen

### Ziertheim
| Lage                       | Objekt                               | Beschreibung | Akten-Nr.     | Bild           |
| -------------------------- | ------------------------------------ | --- | ------------- | -------------- |
| Am Brühl (Standort)        | Kapelle                              | neugotisch, mit Dachreiter, um 1870/80; mit Ausstattung; am südlichen Ortsausgang. | D-7-73-186-4  | weitere Bilder |
| Egau (Standort)            | Stauwehr                             | Anfang 19. Jahrhundert, später erneuert. | D-7-73-186-16 | BW             |
| Kirchstraße 8 (Standort)   | Katholische Pfarrkirche St. Veronika | Chorturmkirche, einschiffiges, tonnengewölbtes Langhaus mit eingezogenem Chor, im Kern 13. Jahrhundert, Langhaus und Turmoktogon 1695, Verlängerung 1789, Zwiebelhaube 1800; mit Ausstattung (siehe auch: Taufbecken). | D-7-73-186-1  | weitere Bilder |
| Kirchstraße 10 (Standort)  | Pfarrhaus                            | zweigeschossiger Walmdachbau mit profiliertem Traufgesims, bezeichnet 1719; wohl ehemalige Wagenremise, eingeschossiger Walmdachbau mit profiliertem Traufgesims, gleichzeitig.                                        | D-7-73-186-2  | weitere Bilder |
| Schloßstraße 20 (Standort) | Umfassungsmauer                      | ca. 20 Meter langer Westzug der ehemaligen Umfassungsmauer des Schlosses, Bruchstein, wohl 17./18. Jahrhundert. | D-7-73-186-14 | BW             |

### Dattenhausen
| Lage                                      | Objekt                              | Beschreibung | Akten-Nr.    | Bild           |
| ----------------------------------------- | ----------------------------------- | --- | ------------ | -------------- |
| Nähe Regens-Wagner-Straße 32 (Standort)   | Kapelle                             | neugotisch, um 1870/80, an der Straße nach Ballmertshofen | D-7-73-186-8 | BW             |
| Regens-Wagner-Straße 5 (Standort)         | Zehentstadel                        | Satteldachbau, 17. Jahrhundert | D-7-73-186-7 | BW             |
| Regens-Wagner-Straße 8 (Standort)         | Gasthaus zum Löwen                  | stattlicher zweigeschossiger Satteldachbau über hohem Kellergeschoss, mit profiliertem Traufgesims und Ladeluken mit Aufzugsbalken, im Kern 17./18. Jahrhundert; Wirtschaftsgebäude, Stall und Stadel über hohem Sockelgeschoss mit Quadermauerwerk und Strebepfeilern, mehrfach geknickte Firste, gleichzeitig. | D-7-73-186-5 | BW             |
| Vogteistraße 4; Vogteistraße 6 (Standort) | Katholische Filialkirche St. Martin | Chorturmkirche, einschiffiges, flachgedecktes Langhaus mit kreuzgratgewölbtem, quadratischem Chor, 13. Jahrhundert, Langhaus 1701 erneuert, Turmaufsatz von Mathias Rothmiller, 1719; Karner, wohl 17. Jahrhundert; Friedhofsmauer; auf dem ehemaligen Friedhof.                                                 | D-7-73-186-6 | weitere Bilder |

### Reistingen
| Lage                           | Objekt                            | Beschreibung | Akten-Nr.     | Bild           |
| ------------------------------ | --------------------------------- | --- | ------------- | -------------- |
| Alte-Burg-Straße 12 (Standort) | Ehemaliges Wohnstallhaus          | eingeschossiger Bau mit steilem Satteldach, Traufgesims und Giebelrahmungen, 1. Hälfte des 19. Jahrhunderts. | D-7-73-186-9  | BW             |
| Am Dorfplatz 1 (Standort)      | Katholische Pfarrkirche St. Vitus | ehemalige Damenstiftskirche St. Peter, einschiffiges, flachgedecktes Langhaus mit eingezogenem Chor, Torso einer romanischen Basilika, 12. Jahrhundert, Veränderungen im 17./18./19. Jahrhundert; mit Ausstattung (siehe auch: Taufbecken) | D-7-73-186-10 | weitere Bilder |
| Am Dorfplatz 2 (Standort)      | Pfarrhaus                         | zweigeschossiger Walmdachbau mit Lisenen- und Putzfeldergliederung, Segmentbogenfenster, 2. Drittel des 19. Jahrhunderts. | D-7-73-186-13 | BW             |
| Ziertheimer Weg (Standort)     | Sogenannte Pestsäule              | bezeichnet 1642, von Felix Liebendorfer, 1848 hierher versetzt; südlich des Orts. | D-7-73-186-15 | BW             |